# Ićevo
Ićevo je naselje u sastavu Grada Skradina, u Šibensko-kninskoj županiji. Nalazi se oko 10 kilometara sjeverno od Skradina i oko 6 kilometara jugozapadno od Kistanja.

## Povijest
Ićevo se od 1991. do 1995. godine nalazilo pod srpskom okupacijom, tj. bilo je u sastavu SAO Krajine.

## Stanovništvo
Prema popisu iz 2011. godine naselje je imalo 59 stanovnika.
| broj stanovnika | 110   |       | 128   | 111   | 112   | 141   | 200   | 175   | 199   | 195   | 200   | 185   | 176   | 168   | 35    | 59    | 78    |
|                 | 1857. | 1869. | 1880. | 1890. | 1900. | 1910. | 1921. | 1931. | 1948. | 1953. | 1961. | 1971. | 1981. | 1991. | 2001. | 2011. | 2021. |